# Båstad (commune)
La commune de Båstad est une commune suédoise du comté de Skåne. 14 419 personnes y vivent. Son chef-lieu se trouve à Båstad.

## Localités principales
- Båstad
- Förslöv
- Grevie
- Östra Karup
- Västra Karup
- Vejbystrand